# Geotrichum
Geotrichum es un género de hongos de distribución cosmopolita, hallados en suelos, aguas, aire, detritos, plantas, cereales, productos lácteos; común en la microbiota normal humana y se aísla de esputo y heces.

## Especies
La más común especie es:
- Geotrichum candidum
- Geotrichum capitatum
- Geotrichum clavatum
- Geotrichum fici

## Significancia ambiental y clínica
Así como coloniza el tracto intestinal, Geotrichum puede causar infecciones oportunistas en huéspedes inmunocomprometidos; esas infecciones se refieren como geotricosis. Las infecciones  usualmente se adquieren vía ingestión o inhalación.
En condiciones climáticas tropicales (30 °C y 90% de humedad relativa), destruye los CD y DVD. Se reproduce sobre el soporte y destruye la información almacenada, primero degradando el borde externo del soporte. Esto ocurre porque el hongo se alimenta del carbono y el nitrógeno de la capa plástica de policarbonato, destruyendo así las pistas de información. Este hongo crece y se reproduce con facilidad dentro de la estructura de un CD o DVD en las condiciones expuestas.